# An-Nasla

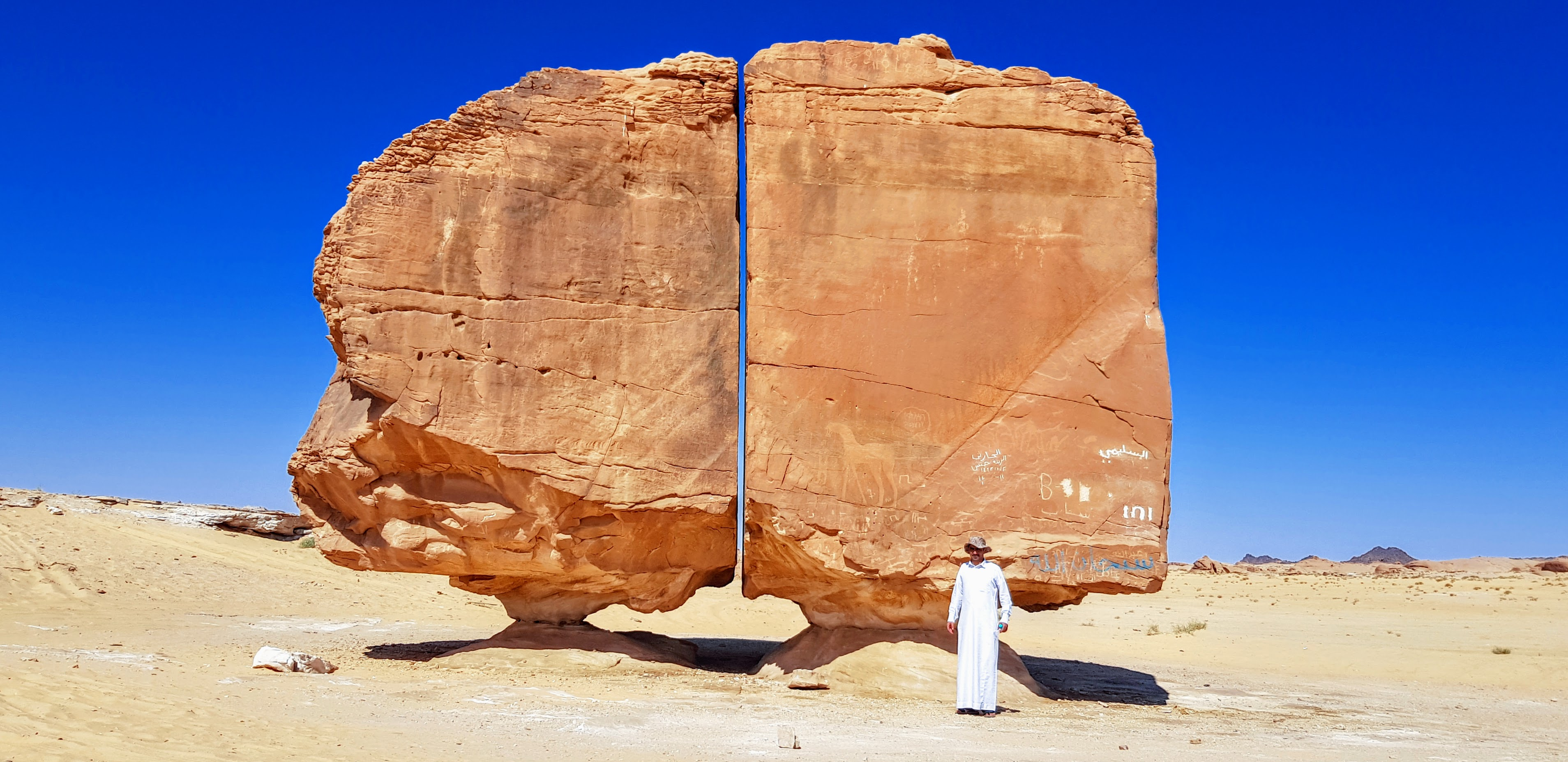
An-Nasla-Felsen im Jahr 2021

Der an-Nasla-Felsen (arabisch صخرة النصلة, DMG Ṣaḫrat an-Naṣla) ist eine Landform 50 km südlich der Tayma-Oase in Saudi-Arabien. Er ist in der Mitte in zwei Teile gespalten, die beide auf kleinen Sockeln ruhen. Die Gesamtform des Felsens könnte auf Winderosion und chemische Verwitterung zurückzuführen sein, die aufgrund der feuchten Bedingungen an der geschützten Unterseite des Felsens möglich waren. Er ist durch eine mögliche Kluft in zwei Teile geteilt.
Der Felsen ist etwa 6 Meter hoch und 9 Meter breit und an seiner Südostseite mit zahlreichen Felszeichnungen bedeckt.